# Helicopis lecerfi
Helicopis lecerfi är en fjärilsart som beskrevs av Le Moult 1939. Helicopis lecerfi ingår i släktet Helicopis och familjen Riodinidae. Inga underarter finns listade i Catalogue of Life.